# Saint-Georges-le-Gaultier
Saint-Georges-le-Gaultier ist eine französische Gemeinde mit 519 Einwohnern (Stand: 1. Januar 2022) im Département Sarthe in der Region Pays de la Loire; sie gehört zum Arrondissement Mamers und zum Kanton Sillé-le-Guillaume. Die Einwohner werden Saint-Georgiens genannt.

## Geographie
Saint-Georges-le-Gaultier liegt etwa 45 Kilometer nordnordwestlich von Le Mans an der Vaudelle. Umgeben wird Saint-Georges-le-Gaultier von den Nachbargemeinden Saint-Paul-le-Gaultier im Norden, Sougé-le-Ganelon im Osten und Nordosten, Douillet im Südosten, Mont-Saint-Jean im Süden, Saint-Germain-de-Coulamer im Südwesten sowie Saint-Mars-du-Désert im Westen.

## Bevölkerungsentwicklung
| 1962                      | 1968 | 1975 | 1982 | 1990 | 1999 | 2006 | 2013 |
| ------------------------- | ---- | ---- | ---- | ---- | ---- | ---- | ---- |
| 872                       | 788  | 708  | 674  | 575  | 538  | 557  | 515  |
| Quelle: Cassini und INSEE |      |      |      |      |      |      |      |

## Sehenswürdigkeiten
- Kirche Saint-Georges, Monument historique

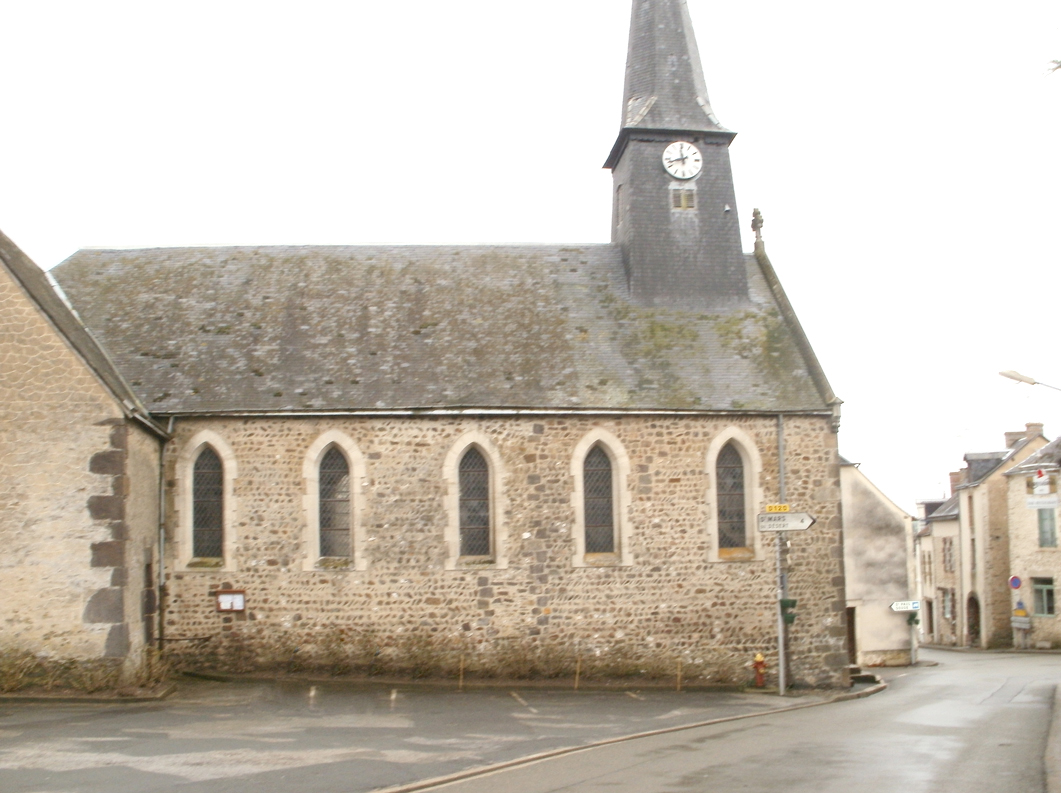
Kirche Saint-Georges

- Kapelle Sainte-Anne